# Anatolijs Gorbunovs
Anatolijs Gorbunovs (nacido el 10 de febrero de 1942 en el Distrito de Ludza, Letonia) es un político letón.
Entre 1974 y 1988 ocupó diversos cargos en el Partido Comunista de la República Socialista Soviética de Letonia, llegando a ser secretario del Comité Central del PC de dicho país. Tuvo varios enfrentamientos con miembros de su partido, en especial cuando apoyó el movimiento de independencia de su país.
Entre 1988 y 1995 fue portavoz del Parlamento de Letonia (primero, del Soviet Supremo de la Letonia socialista; después, del Soviet Supremo de la República de Letonia; por último, Presidente del Saeima, el parlamento de la Letonia independiente). Cuando en 1991 el país recuperó la independencia, él, como "speaker" del parlamento, y siguiendo la Constitución de 1992, actuó como presidente interino hasta 1993, cuando fue elegido Guntis Ulmanis.
Gorbunovs entró en el partido Latvijas Ceļš en 1993, y permaneció como miembro del parlamento hasta 2002. Entre 1995 y ese año ha sido Ministro de Desarrollo Regional, Ministro de Transportes y primer ministro interino.